# 日比優理香
日比 優理香（ひび ゆりこ、10月11日 - ）は、日本の女性声優。埼玉県出身。INSPIONエージェンシー所属。

## 来歴・人物
日本工学院専門学校声優・演劇科卒業。
趣味は歌唱、読書、美術館博物館巡り。特技は歌唱、ダンス、ギター、ピアノ、ドラム。

## 出演
太字はメインキャラクター。

### テレビアニメ
2023年
- マッシュル-MASHLE-（受験生、生徒）
- シャングリラ・フロンティア（女性プレイヤー）

2024年
- ひみつのアイプリ（2024年 - 2025年、一条寺サクラ、リンリンのアイムゥ、ダークサクラ） - 2シリーズ

2025年
- 宇宙人ムームー（鮫洲美輪）
- ＃コンパス2.0 戦闘摂理解析システム（ギャル）
- New PANTY & STOCKING with GARTERBELT（市民）
- ぷにるんず ぷに3（なぞるん）

### ゲーム
2023年
- アースリバイバル（エレナ）

2024年
- ひみつのアイプリ / アイプリバース（2024年 - 2025年、サクラ、リンリンのアイムゥ） - 2作品
- Eggy Party（ガオちゃん）

2025年
- ウマ娘 プリティーダービー（フェノーメノ）
- HUNDRED LINE -最終防衛学園-（PAシステム、アナウンス）

### その他
- Fate/Grand Order関連
  - 「FGO春の新米マスター応援キャンペーン」ナレーション（2023年 - ）
  - 「1分でわかる！ FGO」出演（2024年6月 - 2025年4月、新米マスター役）

## ディスコグラフィ

### キャラクターソング
| 発売日   | 商品名                                                                      | 歌                     | 楽曲                       | 備考                                      |
| 2024年   | 2024年                                                                      | 2024年                 | 2024年                     | 2024年                                    |
| -------- | --------------------------------------------------------------------------- | ---------------------- | -------------------------- | ----------------------------------------- |
| 12月25日 | TVアニメ『ひみつのアイプリ』キャラクターソングミニアルバム VERSE IN SONG 02 | ルビー＝ラズリ         | 「Stand Get Up」           | テレビアニメ『ひみつのアイプリ』挿入歌    |
| 12月25日 | TVアニメ『ひみつのアイプリ』キャラクターソングミニアルバム VERSE IN SONG 02 | カルテットスター       | 「Perfect☆STARs」          | テレビアニメ『ひみつのアイプリ』挿入歌    |
| 2025年   |                                                                             |                        |                            |                                           |
| 3月5日   | ウマ娘 プリティーダービー WINNING LIVE 24                                   | ウマ娘                 | 「STARTING FORCE」         | ゲーム『ウマ娘 プリティーダービー』関連曲 |
| 3月5日   | ウマ娘 プリティーダービー WINNING LIVE 24                                   | ウマ娘                 | 「うまぴょい伝説」         | ゲーム『ウマ娘 プリティーダービー』関連曲 |
| 3月26日  | TVアニメ『ひみつのアイプリ』キャラクターソングミニアルバム VERSE IN SONG 03 | ダークカルテットスター | 「ニュースタージョーカー」 | テレビアニメ『ひみつのアイプリ』挿入歌    |

### シリーズ一覧
1. ↑  第1期（2024年 - 2025年）、第2期『リング編』（2025年）

### 初出話一覧
1. 1 2  第2話初出
2. 1 2  第4話初出
3. ↑  第39話初出
4. 1 2  第1話初出
5. ↑  第12話初出
6. ↑  第42話初出
7. ↑  第9話初出
8. ↑  第7話初出

### ユニットメンバー
1. ↑  一条寺サクラ（日比優理香）、二階堂タマキ（鈴木杏奈）
2. ↑  一条寺サクラ（日比優理香）、二階堂タマキ（鈴木杏奈）、三ツ葉アイリ（徳井青空）、四之宮リンリン（和多田美咲）
3. ↑  ゴールドシップ（上田瞳）、ナカヤマフェスタ（下地紫野）、デアリングタクト（羊宮妃那）、ラインクラフト（小島菜々恵）、デアリングハート（希水しお）、フサイチパンドラ（佳原萌枝）、オルフェーヴル（日笠陽子）、ドリームジャーニー（吉岡茉祐）、フェノーメノ（日比優理香）、ブラストワンピース（紫月杏朱彩）、アーモンドアイ（石原夏織）、ラッキーライラック（中島由貴）、グランアレグリア（夏目妃菜）、ラヴズオンリーユー（久保田未夢）、クロノジェネシス（真名瀬日和）、カレンブーケドール（小田杏樹）
4. ↑  ゴールドシップ（上田瞳）、ナカヤマフェスタ（下地紫野）、ミスターシービー（天海由梨奈）、デアリングタクト（羊宮妃那）、ラインクラフト（小島菜々恵）、デアリングハート（希水しお）、フサイチパンドラ（佳原萌枝）、オルフェーヴル（日笠陽子）、ドリームジャーニー（吉岡茉祐）、フェノーメノ（日比優理香）、ブラストワンピース（紫月杏朱彩）、アーモンドアイ（石原夏織）、ラッキーライラック（中島由貴）、グランアレグリア（夏目妃菜）、ラヴズオンリーユー（久保田未夢）、クロノジェネシス（真名瀬日和）、カレンブーケドール（小田杏樹）
5. ↑  ダークサクラ（日比優理香）、ダークタマキ（鈴木杏奈）、ダークアイリ（徳井青空）、ダークリンリン（和多田美咲）